# Zanthoxylum albuquerquei
Zanthoxylum albuquerquei är en vinruteväxtart som beskrevs av D.R. Simpson. Zanthoxylum albuquerquei ingår i släktet Zanthoxylum och familjen vinruteväxter. Inga underarter finns listade i Catalogue of Life.